# Dusona scriptor
Dusona scriptor là một loài tò vò trong họ Ichneumonidae.